# Oligosarcus brevioris
Oligosarcus brevioris är en fiskart som beskrevs av Menezes, 1987. Oligosarcus brevioris ingår i släktet Oligosarcus och familjen Characidae. Inga underarter finns listade i Catalogue of Life.